# Analogue Tour
Analogue Tour es una gira de a-ha que fue llevada a cabo para promocionar su octavo álbum de estudio, Analogue.
La gira comenzó el 29 de octubre de 2005 en Colonia y finalizó el 11 de noviembre de 2006 en Moscú, Rusia, con un total de 47 espectáculos.
Antes del inicio de la gira a-ha ofreció varios conciertos:
- 2 de julio de 2005: Live 8 - Berlín, Alemania.
- 27 de agosto de 2005: Hydro Centennial Festival (Frognerparken - Oslo, Noruega.
- 12 de septiembre de 2005: Irving Plaza - Nueva York, Estados Unidos.

En el Live 8 tocaron 3 canciones: "Summer Moved On", "Hunting High and Low" y "Take on Me". El concierto de Frognerparken, con 120.000 espectadores es considerado uno de los mayores eventos de Noruega y el concierto en Irving Plaza fue el primer concierto de a-ha en Estados Unidos desde octubre de 1986.

## Fechas
Todos los conciertos ofrecidos en la gira.
| Año             | Fecha                        | Centro                           | Lugar                   |
| --------------- | ---------------------------- | -------------------------------- | ----------------------- |
| 2005            |                              |                                  |                         |
| Europa          |                              |                                  |                         |
| 29 de octubre   | Kolnarena                    | Colonia, Alemania                |                         |
| 3 de noviembre  | Peace and Friendship Stadium | Atenas, Grecia                   |                         |
| 5 de noviembre  | Paok Sports Arena            | Salónica, Grecia                 |                         |
| 11 de noviembre | Wiener Stadthalle            | Viena, Austria                   |                         |
| 13 de noviembre | Forest National              | Bruselas, Bélgica                |                         |
| 14 de noviembre | Le Grand Rex                 | París, Francia                   |                         |
| 16 de noviembre | AVO Session                  | Basilea, Suiza                   |                         |
| 18 de noviembre | Heineken Music Hall          | Ámsterdam, Países Bajos          |                         |
| 19 de noviembre | Jahrunderthalle              | Fráncfort del Meno, Alemania     |                         |
| 20 de noviembre | Arena Treptow                | Berlín, Alemania                 |                         |
| 22 de noviembre | Boerdelandhalle              | Magdeburgo, Alemania             |                         |
| 23 de noviembre | Color Line Arena             | Hamburgo, Alemania               |                         |
| 25 de noviembre | Olympiahalle                 | Múnich, Alemania                 |                         |
| 26 de noviembre | Messehalle                   | Friedrichshafen, Alemania        |                         |
| 28 de noviembre | Schleyerhalle                | Stuttgart, Alemania              |                         |
| 29 de noviembre | Messehalle                   | Dresde, Alemania                 |                         |
| 30 de noviembre | Stadthalle                   | Rostock, Alemania                |                         |
| 3 de diciembre  | NEC                          | Birmingham, Reino Unido          |                         |
| 4 de diciembre  | Clyde Auditorium             | Glasgow, Reino Unido             |                         |
| 6 de diciembre  | MEN                          | Mánchester, Reino Unido          |                         |
| 7 de diciembre  | Wembley Arena                | Londres, Reino Unido             |                         |
| 9 de diciembre  | Nottingham Arena             | Nottingham, Reino Unido          |                         |
| 10 de diciembre | Brighton Centre              | Brighton, Reino Unido            |                         |
| 11 de diciembre | Cardiff Arena                | Cardiff, Gales                   |                         |
| 2006            | 30 de enero                  | HMV, Oxford Street               | Londres, Reino Unido    |
| 2006            | 31 de enero                  | The Old Shepherd Pub             | Coventry, Reino Unido   |
| 2006            | 1 de febrero                 | ABC                              | Glasgow, Reino Unido    |
| 2006            | 2 de febrero                 | Shepard's Bush Empire            | Londres, Reino Unido    |
| 2006            | Sudamérica                   |                                  |                         |
| 2006            | 24 de febrero                | Quinta Vergara                   | Viña del Mar, Chile     |
| 2006            | África                       |                                  |                         |
| 2006            | 2 de marzo                   | Stade Leopold Senghor            | Dakar, Senegal          |
| 2006            | Europa                       |                                  |                         |
| 2006            | 3 de abril*                  | Cargo                            | Londres, Reino Unido    |
| 2006            | 15 de julio                  | Guilfest - Stoke Park            | Guildford, Reino Unido  |
| 2006            | 16 de julio                  | Summer Pops - Kings Dock         | Liverpool, Reino Unido  |
| 2006            | 19 de julio                  | Dock Rocks - Royal Victoria Dock | Londres, Reino Unido    |
| 2006            | 25 de agosto                 | Stadium Lerkendal                | Trondheim, Noruega      |
| 2006            | 26 de agosto                 | Color Line Stadium               | Ålesund, Noruega        |
| 2006            | 31 de agosto                 | Sommergarten Open Air Festival   | Berlín, Alemania        |
| 2006            | 26 de octubre                | Sport Palace                     | Kiev, Ucrania           |
| 2006            | 28 de octubre                | Sport Palace                     | Dnipropetrovsk, Ucrania |
| 2006            | 1 de noviembre               | CSKA WS Arena                    | Samara, Rusia           |
| 2006            | 2 de noviembre               | Basket Hall                      | Kazán, Rusia            |
| 2006            | 4 de noviembre               | Sport Palace                     | Ekaterimburgo, Rusia    |
| 2006            | 5 de noviembre               | Sport Palace                     | Ufá, Rusia              |
| 2006            | 7 de noviembre               | Nogorny Sports Palace            | Nizhni Nóvgorod, Rusia  |
| 2006            | 8 de noviembre               | Sport Palace                     | Rostov del Don, Rusia   |
| 2006            | 10 de noviembre              | Ice Palace                       | San Petersburgo, Rusia  |
| 2006            | 11 de noviembre              | Olimpiisky Palace                | Moscú, Rusia            |

* Tiscali Secret Sessions

## Temas
Estos son los temas interpretados en el concierto en El Pireo (cerca de Atenas) en Grecia. Siempre puede haber variaciones, pero la lista de canciones es más o menos igual para todos los conciertos de la gira.
1. "Celice"
2. "Move to Memphis"
3. "Scoundrel Days"
4. "The Weight of the Wind"
5. "Living a Boy's Adventure Tale"
6. "Cosy Prisons"
7. "Crying in the Rain"
8. "Manhattan Skyline"
9. "I've Been Losing You"
10. "I Call Your Name"
11. "Keeper of the Flame"
12. "Holy Ground"
13. "Summer Moved On"
14. "Hunting High and Low"
15. "Cry Wolf"
16. "Take on Me"
17. "Stay on these Roads"

- Otras canciones que se interpretaron durante la gira fueron Birthright y White Dwarf.

Pausa:
1. "Analogue (All I Want)"
2. "The Sun Always Shines on T.V."
3. "The Living Daylights"
4. "Dark Is The Night For All"

- Temas del Analogue (7)
- Temas del Lifelines (0)
- Temas del Minor Earth Major Sky (1)
- Temas del Memorial Beach (2)
- Temas del East of the Sun, West of the Moon (2)
- Temas del Stay on These Roads (2)
- Temas del Scoundrel Days (5)
- Temas del Hunting High and Low (4)

## Personal
- Morten Harket: voz.
- Magne Furuholmen: teclados, guitarra y voz.
- Paul Waaktaar-Savoy: guitarra y voz.
- Sven Lindvall: bajo.
- Per Lindvall: batería.
- Krister Karlsson: teclado.
- Jonny Sjo: bajo (en algunas ocasiones entre el 2000 y 2005).